# Desperate Journey
Desperate Journey is een Amerikaanse oorlogsfilm uit 1942 onder regie van Raoul Walsh.

## Verhaal
Een geallieerde bommenwerper wordt neergehaald boven Duits grondgebied. De vijf overlevende piloten moeten weer in Groot-Brittannië zien te komen. Onder leiding van de Australiër Terrence Forbes en de Amerikaan Johnny Hammond trekken de vijf door het Derde Rijk. De piloten worden herhaaldelijk gevangengenomen en kunnen ten slotte ontsnappen in een door de nazi's buitgemaakt Brits vliegtuig.

## Rolverdeling
| Acteur            | Personage              |
| ----------------- | ---------------------- |
| Errol Flynn       | Terrence Forbes        |
| Ronald Reagan     | Johnny Hammond         |
| Nancy Coleman     | Kaethe Brahms          |
| Raymond Massey    | Otto Baumeister        |
| Alan Hale         | Kirk Edwards           |
| Arthur Kennedy    | Jed Forrest            |
| Ronald Sinclair   | Lloyd Hollis           |
| Albert Bassermann | Dr. Mather             |
| Sig Ruman         | Preuss                 |
| Patrick O'Moore   | Commandant Lane-Ferris |
| Felix Basch       | Hermann Brahms         |
| Ilka Grüning      | Mevrouw Brahms         |
| Elsa Bassermann   | Mevrouw Raeder         |
| Charles Irwin     | Kapitein Coswick       |
| Richard Fraser    | Commandant Clark       |